# Саломяки, Йоуко
Йоуко Юханнес «Йокке» Саломяки (фин. Jouko Johannes "Jokke" Salomäki; род. 26 августа 1962, Каухайоки, Вааса) — финский борец греко-римского стиля, чемпион Олимпийских игр, чемпион мира, призёр чемпионатов Европы, восьмикратный чемпион Финляндии (1977, 1980, 1982—1985, 1987, 1989).

## Биография
Начал заниматься борьбой в 1967 году. 
В 1977 году, в четырнадцатилетнем возрасте , победил на чемпионате Финляндии и дебютировал на чемпионате Северных стран среди взрослых, и завоевал «серебро»; также был вторым и среди юниоров. «Серебро» среди юниоров завоевал также в 1978 и в 1980 годах. В 1981 году выступил на чемпионате Европы среди взрослых и был девятым. В 1981 году победил на юниорском чемпионате Северных стран. В 1982 году стал чемпионом Европы в возрастной категории espoir (подающий надежды). В 1982 году победил на чемпионате Северных стран как среди взрослых, так среди юниоров. В 1984 году на том же чемпионате среди взрослых повторил успех, а на чемпионате Европы был пятым.  
На Летних Олимпийских играх 1984 года в Лос-Анджелесе боролся в категории до 74 килограммов (полусредний вес). Участники турнира, числом в 17 человек в категории, были разделены на две группы. За победу в схватках присуждались баллы, от 4 баллов за чистую победу и 0 баллов за чистое поражение. Когда в каждой группе определялись три борца с наибольшими баллами (борьба проходила по системе с выбыванием после двух поражений), они разыгрывали между собой места в группе. Затем победители групп встречались в схватке за первое-второе места, занявшие второе место — за третье-четвёртое места, занявшие третье место — за пятое-шестое места. В финальных схватках в группе проиграл югославу Касапу. Но Касап в свою очередь, проиграл Русу, и это позволило Саломяки занять первое место в группе. В финале Саломяки не без труда победил (лидируя 5-0, он прекратил активную борьбу, получил два предупреждения, проиграл 4 балла, и был близок к дисквалификации ) и стал чемпионом олимпийских игр. 
| Круг                           | Соперник         | Страна    | Результат | Основание                            | Время схватки |
| ------------------------------ | ---------------- | --------- | --------- | ------------------------------------ | ------------- |
| 1                              | Али Хусейн Фарис | Ирак      | Победа    | 12-0 (4 балла)                       | 1:23          |
| 2                              | Штефан Русу      | Румыния   | Победа    | По дополнительным критерия (3 балла) | 6:00          |
| 3                              | Джефф Стьюбинг   | Канада    | Победа    | 3-0 (3 балла)                        |               |
| 4                              | Мохамед Хамад    | Турция    | Победа    | За явным преимуществом (4 балла)     | 3:50          |
| Финал в группе «Б» (встреча 1) | Штефан Русу      | Румыния   | Победа    | Зачёт предварительной схватки        |               |
| Финал в группе «Б» (встреча 2) | Карло Касап      | Югославия | Поражение | 1-5 (1 балл)                         |               |
| Финал                          | Роджер Таллрот   | Швеция    | Победа    | 5-4                                  | -             |

В 1985 году Саломяки был вторым на чемпионате Северных стран и суперчемпионате мира, третьим на регулярном чемпионате мира и четвёртым на чемпионате Европы. В 1986 году вторым на чемпионате Северных стран и третьим на чемпионате Европы. В 1987 году финский борец стал чемпионом мира и вице-чемпионом Европы, а также был вторым на турнире Гала Гран-при FILA. 
На Летних Олимпийских играх 1988 года в Сеуле боролся в категории до 74 килограммов (полусредний вес). Участники турнира, числом в 19 человек в категории, были также разделены на две группы. Регламент в основном был прежним, только в финальные схватки в группе выходили четыре человека. Однако до финальных схваток финский борец не добрался, проиграв две встречи, выбыл из турнира. 
| Круг | Соперник       | Страна  | Результат | Основание    | Время схватки |
| ---- | -------------- | ------- | --------- | ------------ | ------------- |
| 1    | Роджер Таллрот | Швеция  | Поражение | 5-7 (1 балл) |               |
| 2    | Марчел Мишле   | Франция | Поражение | 3-4 (1 балл) |               |

В 1989 году остался шестым на чемпионате Европы, в 1990 году седьмым на Гран-при Германии. 
В 1990 году был задержан в аэропорту Хельсинки. В его багаже были обнаружены 300 таблеток и 40 ампул анаболических стероидов. За это в ноябре 1990 года ему было запрещено участвовать в соревнованиях сроком на два года, что прекратило и так близкую к завершению карьеру борца. Кроме того, он был наказан в суде за контрабанду. 
После окончания карьеры, Юко Саломяки создал дилерскую компанию E-P Maansiirtokone OY, которая продаёт в Финляндии специализированную технику Hitachi. Также работал тренером и с 1994 года являлся проповедником церкви пятидесятников. Живёт в Сейняйоки, женат третьим браком, всего имеет 6 сыновей. Продолжает бороться в турнирах среди ветеранов, завоевал золотую медаль чемпионата мира.
В 2011 году был признан судом виновным в  нападении, незаконном хранении оружия и угрозах, и приговорён к штрафу в 2600 евро. В сентябре 2011 года Саломяки напал на мужчину, бросил его на землю и нанёс несколько ударов, позднее дело было прекращено за примирением сторон. Затем было выявлено хранение Саломяки винтовки без разрешения. Наконец, его сын в октябре 2011 года совершил нападение, и Саломяки по телефону угрожал потерпевшему расправой, если тот не заберёт заявление из полиции.